# 伊戈尔·米科拉舍夫斯基
伊戈尔·利沃维奇·米克拉舍夫斯基（俄语：Игорь Львович Миклашевский，1918年5月30日—1990年9月25日）是苏联运动员、1941年列宁格勒中量级拳击冠军，参与了苏德战争，战时和战后内务人民委员会情报官员、拳击教练。

## 个人经历

### 1918-1941
伊戈尔出生并成长于一个戏剧演员家庭。他的生父列夫·亚历山德罗维奇·拉什奇林（1888-1955）是莫斯科大剧院著名的芭蕾舞演员、编舞家和教师，母亲阿芙古斯塔·列昂尼德夫娜·斯皮洛娃（1891-1977）是泰罗夫剧院的舞台剧女演员。他出生时的1918年，列夫·亚历山德罗维奇·拉什奇林已有合法夫人，而奧古斯塔·列昂尼多夫娜·斯皮洛娃的时任合法丈夫是伊萬·謝爾蓋耶維奇·米克拉舍夫斯基。1911年，奧古斯塔·列昂尼多夫娜·斯皮洛娃与伊萬·謝爾蓋耶維奇·米克拉舍夫斯基结婚，更名奧古斯塔·列昂尼多夫娜·米克拉謝夫斯卡婭。仅一个月后，米克拉謝夫斯卡婭去往莫斯科成为演员，之后夫妇各自出轨。1917年，米克拉舍夫斯基前往莫斯科，告诉米克拉謝夫斯卡婭自己出轨，要求离婚，米克拉謝夫斯卡婭当然同意。由于拉什奇林的合法夫人曾恐吓有孕的米克拉謝夫斯卡婭并向她开三枪未中，拉什奇林与米克拉舍夫斯基商定，米克拉謝夫斯卡婭诞下的孩子采用列夫·亚历山德罗维奇·拉什奇林的名当父称，采用伊萬·謝爾蓋耶維奇·米克拉舍夫斯基的姓当做姓。1923年8月，奧古斯塔·列昂尼多夫娜·米克拉謝夫斯卡婭又与著名诗人谢尔盖·亚历山德罗维奇·叶赛宁一见钟情，伊戈尔因此结识异父异母的弟弟康斯坦丁·谢尔盖耶维奇·叶赛宁（1920-1986），他的生母是著名演员琴娜伊达·尼科拉耶芙娃·赖希（1894-1939）。谢尔盖·亚历山德罗维奇·叶赛宁与奧古斯塔·列昂尼多夫娜·米克拉謝夫斯卡婭经常交流，伊戈尔因此承担了照顾康斯坦丁·谢尔盖耶维奇·叶赛宁的任务。在学校学习期间，伊戈尔德语学习得很好，受康斯坦丁·谢尔盖耶维奇·叶赛宁影响，对拳击产生了兴趣。伊戈尔8岁时遇到了姑姑（生父的妹妹）伊娜·亚历山德罗夫娜·拉什奇林娜和姑父，著名戏剧演员伏谢沃洛德·亚历山德罗维奇·布柳民塔勒-塔玛林。毕业后，他进入国立体育大学学习，成为一名专业拳击手，并获得体育硕士称号。
为参加苏联红军中较好的体育队伍，伊戈尔于1938年应征入伍，在列宁格勒防空部队服役，结婚并生有一子安德烈，短暂参加苏芬战争装填高射炮，后继续训练，成为列宁格勒军区中量级拳王。1941年春，伊戈尔在列宁格勒锦标赛的最后一战中胜利，进入了全苏联锦标赛决赛，但由于德国侵略，锦标赛没有举行。伊戈尔以中士军衔参加了苏德战争，在列宁格勒前线装填高射炮。

### 1941-1942
作为一名能说一口流利德语的拳击运动员，伊戈尔引起了情报部门的注意。他在1941年底被内务人民委员会军官克格勃中将维克多·尼古拉耶维奇·伊林和内务人民委员会第二部门负责人帕维尔·阿納托利耶維奇·苏杜普拉图夫招募。他同意在敌后执行一项特殊秘密任务，不过当时并未透露任务的内容。1942年，伊戈尔接受了适当的培训，其位置大概在离基洛夫不远的斯洛博茨基市内的一所情报学校。
1941年底，祖父是德国人的伏谢沃洛德·亚历山德罗维奇·布柳民塔勒-塔玛林住在离伊斯特拉不远的马尼希诺村附近被德国人占领的别墅中，自愿与纳粹合作。1942年2月，大概在基辅，布柳民塔勒-塔玛林开始了定期的广播表演，他在其中用他所有的表演技巧（包括模仿斯大林的声音）呼吁苏联士兵和民众投降，与纳粹合作。与此同时，他被纳粹当局任命为基辅俄罗斯戏剧剧院的首席导演，该剧院在基辅被占领后不久就恢复了工作。他将亞歷山大·耶夫多基莫维奇·柯涅楚克的话剧《前线》改编为话剧《他们就是这样战斗的》，邪恶地讽刺丑化红军，并在其中扮演主角戈尔洛夫将军。1942年3月27日，苏联最高法院军事委员会缺席判处布柳民塔勒-塔玛林死刑。
招募伊戈尔进入内务人民委员会的维克多·尼科拉耶维奇·伊林和帕维尔·阿納托利耶維奇·苏杜普拉图夫1953年在党内斗争中被捕。1960年代和1970年代被释放后说，伊戈尔收到的任务是参与内务人民委员部制定的一项清算希特勒的计划。据此，波兰王子兼政治家亚努什·拉齐维乌在1939年波兰被瓜分期间加入内务人民委员会并同意合作。安東尼·畢沃爾认为，内务人民委员会命令伊戈尔暗杀他的俄奸姑父伏谢沃洛德·亚历山德罗维奇·布柳民塔勒-塔玛林，但在后来，他被赋予了更大的使命——利用与布柳民塔勒-塔玛林的关系以及契诃娃在德国最高层的联系和影响力，获得接近希特勒并暗杀的机会。
1942年12月，伊戈尔受命越过前线向纳粹诈降，被关押在战俘营受到彻底的检查，在此期间，他按照原定计划拉近与姑父布柳民塔勒-塔玛林的关系，这进一步证明了他投降的诚意。

### 1943年
在1943年4月，两名红军士兵投降德国，他们的说法与伊戈尔报告的不同。伊戈尔被怀疑是间谍，受尽折磨，甚至被假装处决。伊戈尔的外祖父参加俄国白军被布尔什维克处决，姑父伏谢沃洛德·亚历山德罗维奇·布柳民塔勒-塔玛林背叛苏联，德国军官最终相信伊戈尔与苏联有深仇大恨。最终伊戈尔被转移至战俘营。在战俘营呆了几个月并加入安德烈·安德烈耶维奇·弗拉索夫的俄罗斯解放军以获得德国人的信任后，伊戈尔被派往柏林，并在德国人分配给伏谢沃洛德·亚历山德罗维奇·布柳民塔勒-塔玛林的公寓里安顿下来。德国时兴拳击运动，在姑父的帮助下，伊戈尔定居柏林，并与元首最喜欢的女演员、米哈伊尔·契诃夫的前妻和贝利亚与伊戈尔的时间联络人奥尔加·康斯坦丁诺娃·契诃娃交往。通过她，伊戈尔安全抵达的消息来到了莫斯科。利用他的拳击背景和多次在业余格斗中的表现，伊戈尔结识了1936年在德国广受欢迎的世界重量级拳击冠军马克斯·施梅林，也像契诃娃一样，进入纳粹最高社交圈子。希特勒和戈林都认识了伊戈尔。他向苏联报告在一次希特勒和戈林都观看的拳击赛中刺杀希特勒的计划，被告知行动暂停。
П·А·苏多普拉托夫，弗拉基米尔·瓦西里耶维奇·卡尔波夫和安東尼·畢沃爾认为，斯大林怀疑暗杀希特勒的原始计划不合适，担心如果行动成功，德国新领导人可能会试图与同盟国缔结和平条约，专心攻打苏联。此外，在1943年夏天，德国在库尔斯克突出部失败，战争出现了明显的转折点。伏谢沃洛德·亚历山德罗维奇·布柳民塔勒-塔玛林和他的广播电台一起被转移到柯尼斯堡。1944年底，当苏军逼近东普鲁士边境时，伊戈尔返回柏林，等待莫斯科的最终决定。指示很快就到了——对希特勒的暗杀企图在最高层被取消了。

### 1944-1945
伊戈尔没有行动目标，住在伏谢沃洛德·亚历山德罗维奇·布柳民塔勒-塔玛林的公寓里。他在胜利大街的弗拉索夫中心志愿参加俄罗斯解放军（ROA），并在1944年夏天，作为ROA“东部营”的一部分，参加了在诺曼底的阻击6月6日登陆盟军的战斗。接下来发生的事情从布柳民塔勒-塔玛林写给艺术家米哈伊尔·伊万诺维奇·切尔卡谢尼诺夫的两封信中得知。在1944年6月18日从柯尼斯堡发出的信中，布柳民塔勒-塔玛林写道，他侄子伊戈尔是一名志愿军人，在与美国人的战斗中受了重伤；而写于1944年7月10日的第二封信证实：“命运继续捉弄我：我们最后的希望，我们的养子（我妻子的侄子，她兄弟列夫·拉什奇林的儿子）伊戈尔受到严重的，几乎致命的伤。……他主动加入志愿军，在诺曼底参加了卡伦丁的战斗，受了重伤，几乎是致命伤，但似乎他会活下来。”伊戈尔颈部和腿部确实受了重伤，在一家德国医院接受了治疗。
伏谢沃洛德·亚历山德罗维奇·布柳民塔勒-塔玛林的信推翻了一些采访和回忆录中不时出现的说法，即1944年底，在比利时（而不是在法国），伊戈尔与游击队有联系，秘密引爆工厂，受到德国人的怀疑，逃脱逮捕，同时受伤并被农民带到巴黎的一家医院，穿着制服并拿着一名被谋杀的德国军官的身份证件。在评论这些陈述时，А. Ваксберг写道，除非伊戈尔精通德语并且知道部队所在的位置、指挥官、同事的名字等等，他几乎不可能冒充德国军官。而如果他最终以假名入院，那么他的姑父怎么会这么快就知道他的伤势。此外，1944年8月25日，巴黎光复，9月，几乎比利时全境光复。因此，1944年底，巴黎不可能有德国医院，比利时不可能有游击队，伊戈尔于6月至7月在德国接受治疗。
伊戈尔因伤从ROA退役，1944年至1945年与姑父一同在柏林度过，然后都搬到了芒津根市。芒津根市附近是一个苏联战俘营，ROA从这里补充兵员。伏谢沃洛德·亚历山德罗维奇·布柳民塔勒-塔玛林1945年5月10日在芒津根因不明原因死亡。А. Ваксберг认为，叛徒布柳民塔勒-塔玛林被伊戈尔处决，随后伊戈尔逃往法国。一段时间后，伊戈尔进入了盟军营地，在那里他自称是一名苏联情报官员，并会见了苏联司令部的代表。伊戈尔母亲从她不认识的伊琳娜·格罗莫娃收到一封信，信中报告了伊戈尔1945年秋天在巴黎的事实，并被她保存下来。

### 1945-1990
根据一些报道，伊戈尔战争结束后跟随逃往西方的俄罗斯解放军弗拉索夫将军的残余，在法国停留了两年。1947年他回到苏联，获红旗勋章。他拒绝了情报部门的职位，而是回到了拳击运动。虽然伊戈尔当时29岁，但他受到的伤病使他无法在擂台上表现，而是成为了教练，培养了几个苏联冠军，并担任全联盟级别的裁判。在退休前很多年，他曾在体育社团“劳动预备队”担任拳击教练。
1990年9月25日，伊戈爾·利沃維奇·米科拉舍夫斯基在莫斯科去世，被安葬在莫斯科的佩尔洛夫斯基公墓，享年72岁。

## 亲属关系
- 生父 列夫·亚历山德罗维奇·拉什奇林（Лев Александрович Лащилин，1888-1955），莫斯科大剧院著名芭蕾舞演员、编舞家和教师
  - 姑 伊娜·亚历山德罗夫娜·拉什奇林娜（Инна Александровна Лащилина，1901-1974），演员
    - 姑父 伏谢沃洛德·亚历山德罗维奇·布柳民塔勒-塔玛林（Всеволод Александрович Блюменталь-Тамарин，1881-1945），蘇聯演員、導演和作家，俄罗斯苏维埃联邦社会主义共和国功勋艺术家，叛徒
    - 堂姐妹 塔玛拉（Тамара）

- 母亲 阿芙古斯塔·列昂尼德夫娜·斯皮洛娃（Августа Леонидовна Спирова，1891-1977），婚后更名奧古斯塔·列昂尼多夫娜·米克拉謝夫斯卡婭（Августа Леонидовна Миклашевская），苏联女演员，俄罗斯苏维埃联邦社会主义共和国功勋艺术家
  - 外祖父 列昂尼德·谢尔盖耶维奇·斯皮洛夫（Леонид Сергеевич Спиров，1869—1930），希臘血統第比利斯人，居住在罗斯托夫
  - 外祖母 阿芙古斯塔·安德罗耶芙娜·斯皮洛娃（Августа Андреевна Спирова，1868-？），婚前原名阿芙古斯塔·安德罗耶芙娜·布德琴斯卡娅（Августа Андреевна Будзинская），旧俄国贵族
  - 舅 列昂尼德·列昂尼多维奇·斯皮洛夫（Леонид Леонидович Спиров）
  - 姨 塔玛拉·列昂尼德夫娜·斯皮洛娃（Тамара Леонидовна Спирова）
  - 小姨 亚历山德拉·列昂尼德夫娜·斯皮洛娃（Александра Леонидовна Спирова，1901-1998），婚后更名亚历山德拉·列昂尼德夫娜·列别金斯卡娅（Александра Леонидовна Лебединская）
    - 小姨父 亚历山德拉·伊斯拉伊列维奇·列别金斯基（Александра Израилевич Лебединский）
    - 表妹 娜塔利娅·亚历山大罗芙娜·卡秋耶芙斯卡娅（Наталья Александровна Качуевская，1922-1942），苏联军人，俄罗斯英雄，1942年11月在卡尔梅克Хулхута附近的战斗中冒着机枪保护了70名战友，敌军扑上来时拉响手雷与法西斯匪徒同归于尽
    - 表妹夫 帕维尔·卡秋耶芙斯基（Павл Качуевский，？-1942），苏联军人，1942年7月4日在白俄罗斯戈梅利州地区袭击德国车队时牺牲

- 法律父亲 伊萬·謝爾蓋耶維奇·米克拉舍夫斯基（Иван Сергеевич Миклашевский，1884-1972）
  - 祖父 謝爾蓋·米哈伊洛维奇·米克拉舍夫斯基（Сергей  Михайлович Миклашевский，1858-1918），罗斯托夫公证员
  - 祖母 奥尔加·米哈伊洛夫娜·米克拉谢芙斯卡娅（Ольга Михайловна Миклашевская，1862-1918）
  - 姑 娜捷日达·謝爾蓋耶維奇·米克拉谢芙斯卡娅（Надежда Сергеевна Миклашевская}}，1885-1972）
  - 叔 米哈伊尔·謝爾蓋耶維奇·米克拉舍夫斯基（Сергей Сергеевич Миклашевский，1887-1959），在美国华盛顿D.C.去世
  - 叔 尼科拉伊·謝爾蓋耶維奇·米克拉舍夫斯基（Николай Сергеевич Миклашевский，1889-1979）
    - 堂兄弟 謝爾蓋·尼科拉耶維奇·米克拉舍夫斯基（Сергей Николаевич Миклашевский）
      - 堂侄女 瓦列莉娜·謝爾蓋耶維奇·捷秋克（Валерия Сергеевна Децук）

    - 堂兄弟 尼科拉伊·尼科拉耶維奇·米克拉舍夫斯基（Николай Николаевич Миклашевский）
    - 堂兄弟 米哈伊尔·尼科拉耶維奇·米克拉舍夫斯基（Михаил Николаевич Миклашевский}}）
    - 堂姐妹 斯维特拉娜·尼科拉耶芙娜·米克拉舍夫卡娅（Светлана Николаевна Миклашевская）

  - 姑 奥加·謝爾蓋耶維奇·米克拉谢芙斯卡娅（Оьга Сергеевна Миклашевская，1892-1982）
  - 弟 謝爾蓋·伊萬诺维奇·米克拉舍夫斯基（Сергей Иванович Миклашевски）
  - 太祖（从自己向上数7代） 米哈伊爾·安德列耶維奇·米克拉舍夫斯基（俄语：Михаил Андреевич Миклашевский）（1640-1706），将军

- 未婚继父 谢尔盖·亚历山德罗维奇·叶赛宁（Сергей Александрович Есенин，1895-1925），著名诗人
  - 祖父 亚历山德拉·尼基季奇·叶赛宁（Александр Никитич Есенин，1873-1931），普通店员
  - 祖母 塔特雅娜·费德罗芙娜·叶赛宁娜（Татьяна Фёдоровна Есенина，1875-1955），原名塔特雅娜·费德罗芙娜·季托娃（Татьяна Фёдоровна Титова)
  - 前母 安娜·罗曼诺夫娜·叶赛宁娜（Анна Романовна Есенина，1891-1946），原名安娜·罗曼诺夫娜·伊兹拉德诺娃（Анна Романовна Изряднова)
  - 异父异母弟 格奥尔基·谢尔盖耶维奇·叶赛宁-伏尔平（Георгий Сергеевич Есенин-Вольпин，1914-1937），空軍學院高級技師和設計師，1937年被指控参加法西斯组织、袭击苏联领导人，同年被枪决，1956年获平反
  - 前母 琴娜伊达·尼科拉耶芙娃·赖希（Зинаида Николаевна Райх，1894-1939），著名女演员，作家
  - 异父异母妹 塔特雅娜·谢尔盖耶芙娜·叶赛宁娜（俄语：Татьяна Сергеевна Есенина）（1918-1992），记者，作家
    - 妹夫 弗拉基米尔·伊万诺夫·库图佐夫（Владимир Иванович Кутузов，1914-？），工人，1938年因反苏言论被捕，次年被释放
    - 甥 弗拉基米尔·弗拉基米罗维奇·库图佐夫（Владимир Владимирович Кутузов，1938-2014）
    - 甥 谢尔盖·弗拉基米罗维奇·库图佐夫（Сергей Владимирович Кутузов，1942-2014），居住在乌兹别克斯坦塔什干

  - 异父异母弟 康斯坦丁·谢尔盖耶维奇·叶赛宁（Константин Сергеевич Есенин，1920-1986），著名数学家、统计学家、土木工程师、记者、足球和射击运动员、教练、历史学家、诗人、退役军人，参与过列宁格勒保卫战，在战争中子弹击中肺部受重伤，曾获3枚红星勋章
  - 弟媳 阿麗娜·伊萬諾夫娜·葉塞宁娜（Алина Ивановна Есенина，1935-2019），原名阿麗娜·伊萬諾夫娜·達維多娃（Алина Ивановна Давыдова）
  - 侄女 瑪麗娜·康斯坦丁諾夫娜·葉塞宁娜（Марина Константиновна Есенина，1947-），导演，艺术总监
    - 侄女婿 亞歷山大·波利亞科夫（Александр Поляков）
    - 侄孙 德米特裡·亞歷山德羅維奇·波利亞科夫（Дмитрий Александрович Поляков，1972-），法官

  - 弟媳 西西里雅·瑪尔科夫娜·葉塞宁娜（Сицилия Марковна Есенина，1921-？），原名西西里雅·瑪尔科夫娜·明斯卡婭（Сицилия Марковна Минская）
  - 弟媳 葉芙根尼婭·費多羅芙娜·葉塞宁娜（Евгения Фёдоровна Есенина，1922-？），原名葉芙根尼婭·費多羅芙娜·謝爾巴科娃（Евгения Фёдоровна Щербакова）
    - 前母继父 弗謝沃洛德·埃米利耶維奇·梅耶荷德（Всеволод Эмильевич Мейерхольд，1874-1940），著名导演，大清洗中被枪决
    - 异父异母妹 伊琳娜·弗謝沃洛多夫娜·梅耶荷德（俄语：Ирина Всеволодовна Мейерхольд）（1905-1981），演员，导演

  - 非婚继母 娜捷日达·达芙多芙娜·伏尔比娜（Надежда Давыдовна Вольпина，1900-1998）
  - 异父异母弟 亚历山德拉·谢尔盖耶维奇·叶赛宁（Есенин-Вольпин, Александр Сергеевич，1924-2016），苏联和美国数学家，哲学家，诗人，不同政见者，多次被捕，1972年移民美国
  - 继母 伊莎朵拉·鄧肯（Angela Isadora Duncan，1877-1927），美國舞蹈家，現代舞創始人
  - 继母 索菲亞·安德列耶芙娜·托爾斯塔婭-叶赛宁娜（俄语：Софья Андреевна Толстая-Есенина）（1900-1957），俄国著名作家列夫·托尔斯泰的孙女
  - 姑 叶卡捷琳娜·亚历山德罗夫娜·叶赛宁娜（Екатерина Александровна Есенина）
    - 姑父 瓦西里·费德洛维奇·纳赛德金（Василий Фёдорович Наседкин，1895-1938），诗人，在大清洗中被枪决，1956年获平反

  - 姑 亚历山德拉·亚历山德罗夫娜·伊林娜（Александра Александровна Ильина，1911-1981），婚后更名亚历山德拉·亚历山德罗夫娜·叶赛宁娜（俄语：Александра Александровна Есенина）
    - 姑父 彼得·伊萬諾維奇·伊林（Пётр Иванович Ильин，1917-1981），红军军官，苏联英雄，曾获列宁勋章和金星勋章
    - 堂妹 塔季揚娜·彼得羅夫娜·弗洛爾-葉塞宁娜（Татьяна Петровна Флор-Есенина，1933-1993），记者
      - 堂妹夫 萨洛·米哈伊洛維奇·弗洛爾（Саломон Михайлович Флор，1908-1983），国际象棋大师

- 妻 叶利扎维塔·萨文什娜·米科拉谢芙斯卡娅（Елизавета Саввиншна Миклашевская，1918-1997），原名叶利扎维塔·萨夫文什娜·拉布希娜（Елизавета Саввиншна Рябухина）
  - 岳父 萨瓦·巴甫洛维奇·拉布希努（Савва Павлович Рябухины，1884-1958）
  - 岳母 亚历山德拉·彼得罗夫娜（Александра Педровна}}，1889-1980）
- 子 安德烈·伊戈列维奇·米科拉舍夫斯基（Андрей Игоревич Миклашевский，1938-2014）
  - 孙 亚列克谢·安德烈耶维奇·米科拉舍夫斯基（Алексей Андреевич Миклашевский）
- 女 塔恰娜·伊戈列夫娜·米克拉谢伏斯卡娅（Татьяна Игоревна Миклашевская）

### 引用
1. ↑  .   [2016-05-05]. （原始内容存档于2016-06-30）.